# Исаково (деревня, Дмитровский городской округ)
Исаково — деревня в Дмитровском районе Московской области, в составе сельского поселения Куликовское. Население — 15 чел. (2010). До 2006 года Исаково входило в состав Зареченского сельского округа.

## Расположение
Деревня расположена на северо-западе района, на границе с Тверской областью, примерно в 35 км к северо-западу от Дмитрова, на правом берегу реки Сестры, высота центра над уровнем моря 118 м. Ближайшие населённые пункты — Дутшево на юге, Назарово на севере и деревни Тверской области на противоположном берегу реки:  Слободка на северо-западе и Быстрово на юго-западе.

## Население
| 2002 | 2006 | 2010 |
| ---- | ---- | ---- |
| 6    | ↗10  | ↗15  |